# آنا تانتزینی
آنا تانتزینی (ایتالیایی: Anna Tanzini؛ زادهٔ ۱۴ ژوئیهٔ ۱۹۱۴ - درگذشت نامشخص) ژیمناست هنری اهل ایتالیا بود.